# Davidson County (Severní Karolína)
Davidson County je okres amerického státu Severní Karolína založený v roce 1822. Hlavním městem je Lexington. Leží v západní části Severní Karolíny. Pojmenovaný je podle amerického generála Williama Lee Davidsona.

## Sousední okresy
| Růžice kompasu | Davie County                       | Forsyth County | Guilford County | Růžice kompasu |
| Růžice kompasu |                                    | Sever          | Randolph County | Růžice kompasu |
| Růžice kompasu | Davidson County (Severní Karolína) |                | Randolph County | Růžice kompasu |
| Růžice kompasu | Jih                                |                | Randolph County | Růžice kompasu |
| Růžice kompasu | Rowan County                       |                |                 | Růžice kompasu |

## Vývoj počtu obyvatel
Počet obyvatel